# Monte Mongioie
Monte Mongioie (czasem lokalnie Mungiòia, dawniej też Cima Rascaira) – szczyt w Alpach Liguryjskich. Leży we Włoszech w regionie Piemont. Szczyt można zdobyć ze schronisk: Rifugio Havis De Giorgio lub Rifugio Mongioie. Leży na wschód od Punta Marguareis.